# Herb gminy Mokobody
Herb gminy Mokobody – symbol gminy Mokobody.

## Wygląd i symbolika
Herb przedstawia na tarczy w polu białym przedzielonym błękitną linią falistą (symbol rzek: Liwiec i Świnka) w polu górnym czerwony diadem i litery „M” oraz „I” (nawiązujące do postaci Jana Mokobodzkiego, właściciela miasta), natomiast w polu dolnym czarne koło młyńskie.